# Hohenau (Germania)
Hohenau è un comune tedesco di 3 479 abitanti, situato nel land della Baviera.